# La Torratxa (Valls)
La Torratxa és un monument del municipi de Valls (Alt Camp).

## Descripció
Edifici d'embolcall simple. És un gran paral·lelepípede de 12 x 24 metres de planta i uns 10 metres d'alçada. Té la coberta de teula àrab. En el centre s'aixeca una torre octogonal d'uns 3 metres d'alçada. Els materials són fonamentalment carreus, tapial i fàbrica de maó, cadascun d'ells emprats en el seu moment i en diverses parts de l'edifici, juxtaposant-se uns als altres per les diverses reformes a què ha estat sotmès.

## Història
L'edifici original data probablement del s. XIV, quan el va anar a ocupar la nova Senyora de Valls, N'Elionor Maria -la "Reina de Xipre"- parenta del rei En Pere IV. La Senyora vivia allí els estius i els hiverns al Castell, que, actualment és gairebé enderrocat del tot. El costum d'estiuejar a la Torratxa fou mantingut pels diferents habitants del Castell fins, pràcticament, els nostres dies. Als gustos i modes dels senyors cal atribuir les reformes amuntegades unes sobre les altres a la Torratxa. Des de fa uns anys hi ha una forta polèmica sobre el destí de l'edifici. Les entitats culturals insisteixen en la seva reutilització. L'associació de veïns, en canvi, s'oposa i està a favor de l'enderrocament.